# Mormaço
Mormaço est une ville brésilienne du Nord-Ouest de l'État du Rio Grande do Sul, faisant partie de la microrégion de Soledade et située à 242 km au nord-ouest de Porto Alegre, capitale de l'État. Elle se situe à une latitude de 28° 41′ 33″ sud et à une longitude de 52° 41′ 33″ ouest, à une altitude de 146 mètres. Sa population était estimée à 2 578, pour une superficie de 146 km2.
L'origine de la population est allemande et italienne.

## Villes voisines
- Tio Hugo
- Soledade
- Espumoso
- Victor Graeff